# Gesa Weyhenmeyer

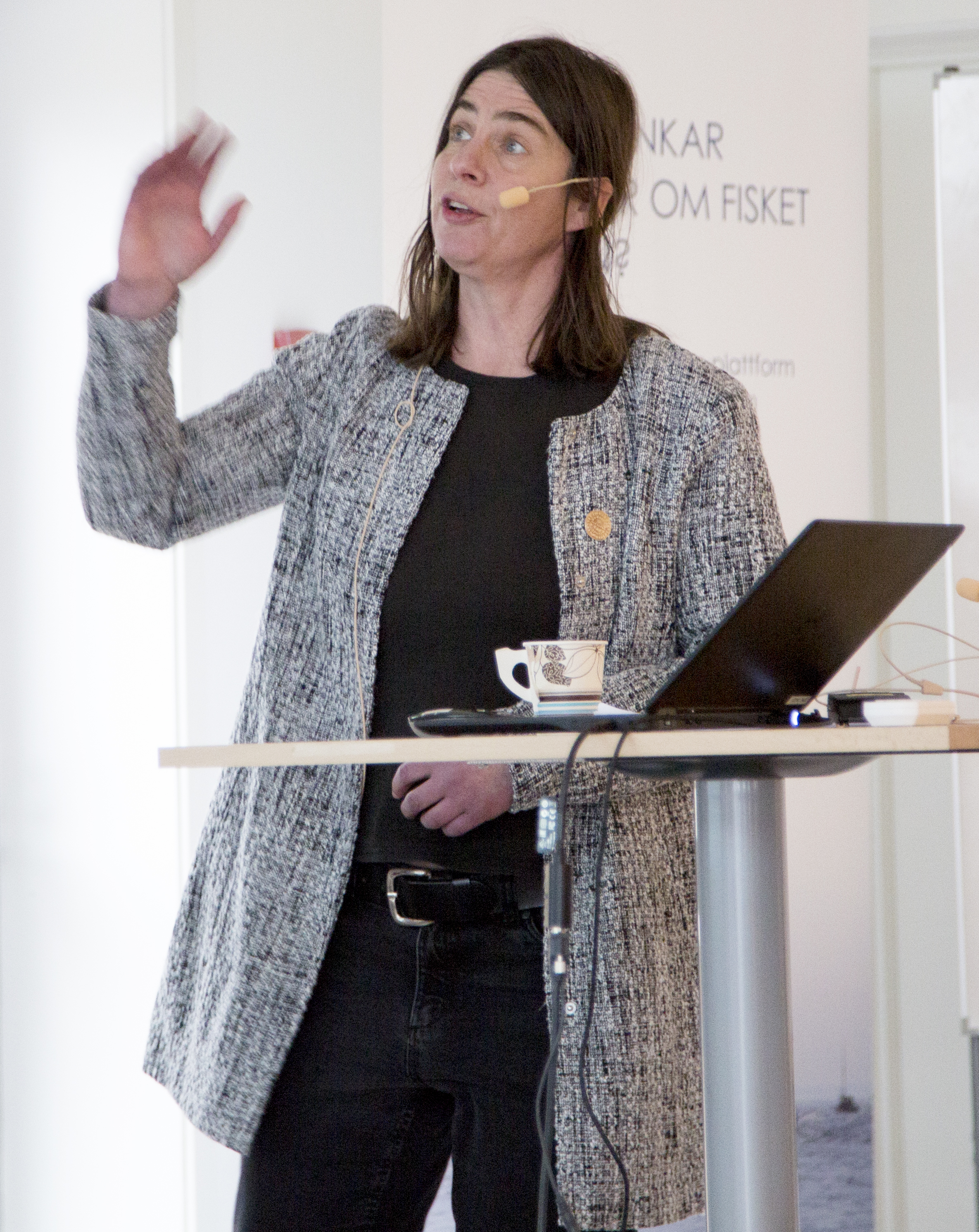
Gesa Weyhenmeyer

Gesa Antonie Weyhenmeyer (geb. 4. November 1969 in Bonn) ist eine deutsch-schwedische Erdsystemwissenschaftlerin. Sie ist Professorin für Meeresbiogeochemie an der Universität Uppsala.

## Leben
Weyhenmeyer studierte von 1989 bis 1996 Ozeanografie an der Christian-Albrechts-Universität zu Kiel, Hydrologie an der Albert-Ludwigs-Universität Freiburg und der Trent University sowie Sedimentologie an der Universität Uppsala. Sie promovierte im Jahr 1996 in Uppsala. Sie ist seit 2012 Professorin für Meeresbiogeochemie.
Weyhenmeyer ist Mutter zweier Kinder.

## Wirken
Weyhenmeyers Forschung konzentriert sich auf ein verbessertes Verständnis der Reaktion von Seeökosystemen auf eine sich schnell verändernde globale Umwelt. Die Forschung reicht dabei von der Untersuchung einzelner Moleküle bis hin zu globalen Mustern.
Im Dezember 2020 initiierte Weyhenmeyer gemeinsam mit dem Klimawissenschaftler Will Steffen einen offenen Brief im Guardian, in dem sie angesichts des drohenden Scheiterns einer rechtzeitigen Umsetzung von Klimaschutzmaßnahmen und der daraus folgenden Klimakatastrophe dazu aufrief, die menschliche Zivilisation auf die Möglichkeit eines Zusammenbruchs innerhalb des 21. Jahrhunderts vorzubereiten. Der Brief wurde von mehr als 250 namhaften Wissenschaftlern unterzeichnet und erregte internationale Aufmerksamkeit.

## Veröffentlichungen (Auswahl)
- Weyhenmeyer G.A., M. Fröberg, E. Karltun, M. Khalili, D. Kothawala, J. Temnerud, L.J. Tranvik. 2012. Selective decay of terrestrial organic carbon during transport from land to sea. Global Change Biology 18: 349–355.
- Weyhenmeyer, G.A., D.M. Livingstone, M. Meili, O. Jensen, B. Benson, J.J. Magnuson. 2011. Large geographical differences in the sensitivity of ice-covered lakes and rivers in the Northern Hemisphere to temperature changes. Global Change Biology 17: 268–275.
- Weyhenmeyer, G.A., M. Mackay, J.D. Stockwell, W. Thiery, H.-P. Grossart, P.B. Augusto-Silva, H.M. Baulch, E. de Eyto, J. Hejzlar, K. Kangur, G. Kirillin, D.C. Pierson, J.A. Rusak, S. Sadro, R.I. Woolway. 2017. Citizen science shows systematic changes in the temperature difference between air and inland waters with global warming. Scientific Reports 7: 43890, doi:10.1038/srep43890.